# Theodor Fischer (Fechter)
Theodor Fischer (Lebensdaten unbekannt) war ein deutscher Fechter. Er focht beim Dresdner Fecht-Club und nahm an den Olympischen Spielen 1928 in Amsterdam teil.

## Erfolge
Fischer wurde bei den Deutschen Fechtmeisterschaften 1928 Achter mit dem Degen.
Bei den Olympischen Spielen im selben Jahr nahm er im Degeneinzel und mit der Degenmannschaft teil. Im Einzel schied er in der zweiten Runde als Rundenletzter aus. Die Mannschaft (Fischer, Fritz Gazzera, Hans Halberstadt und Fritz Jack) kam ebenfalls bis in die zweite von vier Runden.